# Тархан (Шаранский район)
Тархан (баш. Тархан) — деревня в Шаранском районе Республики Башкортостан Российской Федерации. Входит в состав Шаранского сельсовета. Известна с 1753 года, с 1940-х годов по 2005 год имела статус посёлка. В начале XX века население доходило до 900 человек, по переписи 2010 года оно составляет 174 человека.

## География

### Географическое положение
Находится на правом берегу реки Сюнь. Расстояние до:
- районного центра (Шаран): 12 км,
- центра сельсовета (Шаран): 12 км,
- ближайшей ж/д станции (Туймазы): 36 км

### Климат
По комплексу природных условий деревня, как и весь район, относится к лесостепной зоне и характеризуется умеренно континентальным климатом с такими особенностями, как неустойчивость и резкие перемены температуры, неравномерное выпадение осадков по годам и временам года. В деревне довольно суровая и снежная зима с незначительными оттепелями, поздняя прохладная и сравнительно сухая весна, короткое жаркое лето и влажная прохладная осень.
| Показатель                                                                                    | Янв. | Фев. | Март | Апр. | Май | Июнь | Июль | Авг. | Сен. | Окт. | Нояб. | Дек. |
| --------------------------------------------------------------------------------------------- | ---- | ---- | ---- | ---- | --- | ---- | ---- | ---- | ---- | ---- | ----- | ---- |
| Средний суточный максимум, °C                                                                 | −9   | −7   | 0    | 10   | 19  | 23   | 25   | 23   | 17   | 8    | −1    | −7   |
| Средний суточный минимум, °C                                                                  | −15  | −15  | −9   | 0    | 7   | 11   | 13   | 12   | 7    | 1    | −6    | −13  |
| Норма осадков, мм                                                                             | 28   | 26   | 32   | 35   | 44  | 62   | 45   | 44   | 47   | 51   | 40    | 37   |
| Источник: Моделирование исторических данных о климате и погоде. Дата обращения: 20 июля 2024. |      |      |      |      |     |      |      |      |      |      |       |      |

## История
Деревня известна с 1753 года, основана башкирскими тарханами Кыр-Еланской волости Казанской дороги (среди них Илкей Бигишев, Москов Кадергулов, Максют Кушаев) и рядовыми общинниками под названием Ишан Тархан. По договору 1762 года о припуске здесь поселились тептяри и ясачные татары, перешедшие впоследствии в сословие тептярей. Позже тарханами были припущены безземельные башкиры, часть из которых покупает землю, а часть остаётся в сословии припущенников. Башкиры во главе со старшиной Аптикеем Москововым и 7 ясачных татар участвовали в восстании Пугачёва.
VIII ревизия 1834 года показала две деревни Белебеевского уезда Оренбургской губернии под названием Тархан, стоящие друг от друга в 5 верстах. В первой из них, более крупной и находившейся в 75 километрах от Белебея, было две водяные мельницы и 40 ульев пчёл.
В конце 1865 года — деревня Тарханова 3-го стана Белебеевского уезда Уфимской губернии при речке Сюни. Жители занимались сельским хозяйством, имелись мечеть, училище и водяная мельница. В 1885 году также показаны мечеть и школа.
В 1895 году — деревня Кичкиняшевской волости V стана Белебеевского уезда. Имелись мечеть, хлебозапасный магазин и конная обдирка. По описанию, данному в «Оценочно-статистических материалах», деревня Тарханова находилась по склону к реке Сюнь, также по наделу протекали речки Шалтык и Писмян-Кунь, имелись болота. Надел находился в одном месте, селение — на юге надела. В последнее время пашня увеличилась за счёт леса, сенокоса и выгона, а усадьба — за счёт выгона. Поля были на возвышенности и частью по склонам, до 4 вёрст от селения. Почва — чернозём, отчасти с примесью глины. В полях было два оврага. Кустарник имелся в нескольких участках к северу от селения. В 1905 году в деревне показаны мечеть, построенная в 1904 году, хлебозапасный магазин, кузница и бакалейная лавка.
По данным подворной переписи, проведённой в уезде в 1912—13 годах, деревня входила в состав Тархановского сельского общества Кичкиняшевской волости. 25 хозяйств из 157 не имели надельной земли. Количество надельной земли составляло 1271 казённую десятину (из неё 189,36 сдано в аренду 26 хозяйствами), в том числе 36 десятин усадебной земли, 944 десятины пашни и залежи, 120 десятин сенокоса, 40 — выгона, 15 — леса и 116 — неудобной земли. Также 3 хозяйства купили 22 десятины земли единолично и 10 десятин земли товариществом, а 236,72 десятины земли было арендовано единолично у крестьян 62 хозяйствами. Посевная площадь составляла 525,46 десятины, из неё 242,12 десятины занимала рожь, 140,47 — овёс, 106,23 — просо, 15 — полба, 12 — греча, 7,62 — пшеница и 2 десятины — горох. Из скота имелась 207 лошадей, 266 голов крупного рогатого скота, 569 овец и 30 коз, также 6 хозяйств держали 19 ульев пчёл. 28 человек занимались промыслами.
В 1923 году произошло укрупнение волостей, и деревня вошла в состав Шаранской волости Белебеевского кантона Башкирской АССР. В 1930 году создан первый колхоз «Тархан», а в 1932 году открылась школа.
В 1930 году в республике было упразднено кантонное деление, образованы районы. Деревня вошла в состав Туймазинского района, а в 1935 году — в состав вновь образованного Шаранского района. В 1939 году — деревня Тархан Наратастинского сельсовета Шаранского района.
В 1951 году деревня перешла из Наратастинского сельсовета в состав Кир-Тлявлинского, который в 1953 году вошёл в состав Базгиевского сельсовета, а в августе 1955 передана Шаранскому сельсовету. Начиная с 1952 года фиксируется как посёлок. В апреле 1957 года колхоз «Тархан» вошёл в состав совхоза «Шаранский».
В начале 1963 года в результате реформы административно-территориального деления посёлок был включён в состав Туймазинского сельского района, с марта 1964 года — в составе Бакалинского, с 30 декабря 1966 года — вновь в Шаранском районе.
В 1999 году посёлок входил в состав наратастинского предприятия «Сельхозхимия», в 2006—2014 годах — в составе МУСП «Тархан». В 2005 году посёлок Тархан вновь получил статус деревни.

## Население
| Год  | Методика              | Жителей | Мужчин | Женщин | Дворов | Преобладающие национальности/сословия                 | Источники            |
| ---- | --------------------- | ------- | ------ | ------ | ------ | ----------------------------------------------------- | -------------------- |
| 1762 | III ревизия           | н/д     | 31     | н/д    | н/д    | 24 татарина и 7 тептярей мужского пола                | [ 5 ]                |
| 1795 | V ревизия             | 117     | 66     | 51     | 23     | 58 башкир в 10 дворах и 59 тептярей в 13 дворах       | [ 5 ]                |
| 1816 | VII ревизия           | н/д     | 88     | н/д    | н/д    | 46 башкир и 42 тептяря мужского пола                  | [ 5 ]                |
| 1834 | VIII ревизия          | 264     | н/д    | н/д    | 35     | 255 башкир и тептярей и 9 мишарей                     | [ 5 ]                |
| 1859 | X ревизия             | 376     | 180    | 196    | 49     | припущенники                                          | [ 5 ] [ 24 ]         |
| 1865 | текущий учёт          | 428     | 201    | 227    | 85     | все башкиры                                           | [ 7 ]                |
| 1885 | текущий учёт          | 483     | н/д    | н/д    | 76     | н/д                                                   | [ 8 ]                |
| 1895 | текущий учёт          | 597     | 300    | 297    | 118    | н/д                                                   | [ 9 ]                |
| 1897 | перепись              | 687     | 333    | 354    | н/д    | все магометане                                        | [ 25 ]               |
| 1902 | сведения земства      | н/д     | 269    | н/д    | 144    | припущенники военного звания                          | [ 26 ]               |
| 1905 | текущий учёт          | 751     | 379    | 372    | 146    | н/д                                                   | [ 11 ]               |
| 1912 | подворная перепись    | 834     | 425    | 409    | 157    | припущенники из тептярей                              | [ 12 ]               |
| 1917 | с/х перепись          | 899     | н/д    | н/д    | 156    | все башкиры (новобашкиры, есть также башкиры-тептяри) | [ 27 ]               |
| 1920 | перепись              | 866     | 410    | 456    | 161    | н/д                                                   | [ 28 ]               |
| 1920 | перепись              | 901     | н/д    | н/д    | 158    | 862 башкира в 151 дворе и 39 татар в 7 дворах         | [ 29 ]               |
| 1925 | подготовка к переписи | н/д     | н/д    | н/д    | 112    | н/д                                                   | [ 28 ]               |
| 1939 | перепись              | 592     | 276    | 316    | н/д    | н/д                                                   | [ 18 ]               |
| 1959 | перепись              | 406     | 197    | 209    | н/д    | татары                                                | [ 30 ] [ 31 ]        |
| 1970 | перепись              | 424     | 210    | 214    | н/д    | татары                                                | [ 32 ] [ 33 ]        |
| 1979 | перепись              | 349     | 163    | 186    | н/д    | башкиры                                               | [ 34 ] [ 35 ]        |
| 1989 | перепись              | 235     | 111    | 124    | н/д    | татары                                                | [ 36 ] [ 37 ] [ 22 ] |
| 2002 | перепись              | 179     | 88     | 91     | н/д    | татары (71 %), башкиры (27 %)                         | [ 37 ] [ 38 ]        |
| 2010 | перепись              | 174     | 91     | 83     | н/д    | н/д                                                   | [ 39 ]               |

## Инфраструктура
Работают ферма крупного рогатого скота и фельдшерско-акушерский пункт (новое здание построено в 2021 году), есть также кладбище к югу от деревни. До начала 2010-х годов действовала начальная школа. Почтовое отделение находится в селе Шаран.

## Религия
В 2023 году открылась мечеть.

### Комментарии
1. ↑  По мнению А. З. Асфандиярова, часть из них на самом деле являются тептярями и мишарями.
2. ↑  По официальным данным переписи.
3. ↑  По данным современного подсчёта по сохранившимся подворным карточкам.